# 天兔座TX
天兔座TX，又名BD-18 1056，HD 34797、SAO 150336、HR 1754，是天兔座的一颗恒星，视星等为6.54，位于銀經220.33，銀緯-28.36，其B1900.0坐标为赤經5h 14m 55s，赤緯-18° -28.36′ 48″。